# 埃德瓦尔多·奥利维拉·查韦斯
埃德瓦尔多·奥利维拉·查韦斯（Edvaldo Oliveira Chaves，1958年8月4日—），通称皮塔（Pita），是一名已退役巴西足球運動員，退役前是一名中场，目前担任巴西体育中心俱乐部总经理。